# Bộ giảm thanh động cơ

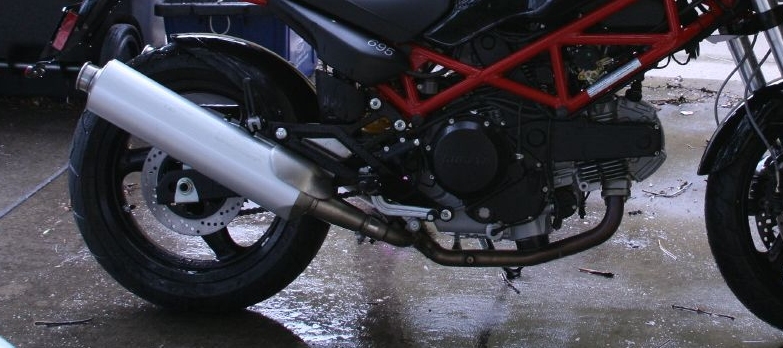
Bộ giảm thanh (màu bạc) và ống xả trên mô tô Ducati

Bộ giảm thanh động cơ (tiếng Anh: muffler hoặc silencer) là một thiết bị dùng để giảm tiếng ồn phát ra từ ống xả của một động cơ đốt trong, thường gặp dưới dạng thiết bị tiêu âm thuộc hệ thống khí thải của xe ô tô.

## Mô tả
Bộ giảm thanh được sử dụng trong hệ thống khí thải của đa số các loại động cơ đốt trong. Bộ giảm thanh được thiết kế dưới dạng một thiết bị âm học, có nhiệm vụ giảm cường độ âm của áp suất âm thanh gây ra bởi động cơ bằng phương pháp triệt âm (tiêu âm).

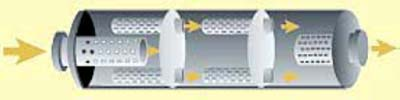
Thiết kế bộ giảm thanh kiểu dòng ngược

Bộ giảm thanh dùng trong xe hơi thường có hai kiểu thiết kế chính: kiểu dòng ngược (reverse-flow) và kiểu thẳng (straight-through). Giảm thanh kiểu dòng ngược có tác dụng làm thay đổi hướng di chuyển của khí xả khi đi qua thiết bị. Đây là kiểu thiết kế phổ biến nhất dùng cho xe ô tô. Giảm thanh kiểu thẳng cho phép khí xả đi xuyên qua một đoạn ống thẳng dọc trục thiết bị. Trên thân ống thẳng có nhiều lỗ đục giúp triệt tiêu xung động áp suất. Kiểu thiết kế này khi hoạt động gây ồn hơn thiết kế giảm thanh dòng ngược. Trong những năm gần đây, thiết kế của bộ giảm thanh động cơ đã có nhiều cải tiến quan trọng. Mục đích của những cải tiến này nhằm giảm khối lượng và lượng khí thải, giảm tiêu thụ nhiên liệu, và đơn giản hóa thiết kế hệ thống khí xả. Bộ giảm thanh động cơ ngày nay thường được làm bằng thép không gỉ hoặc thép mạ nhôm, có đặc tính nhẹ và bền hơn.
Việc giảm tiếng ồn của bộ giảm thanh sẽ làm cản trở dòng khí thải. Điều này có thể dẫn đến hiện tượng áp suất ngược, làm giảm hiệu suất thể tích của động cơ. Khi bộ giảm thanh hoặc những bộ phận khác trong ống xả bị hỏng, dẫn đến áp suất ngược tăng quá mức, có thể khiến động cơ hoạt động chậm lại hoặc thậm chí dừng hoạt động. Tuy nhiên, áp suất ngược ở mức độ nhỏ có thể chấp nhận được, vì áp lực này tạo lực cản và làm khí xả đi qua bộ chuyển đổi xúc tác chậm hơn một chút. Điều này giúp quá trình xúc tác diễn ra hoàn toàn, làm giảm những loại khí độc hại trong khí xả.

Một số loại ống giảm thanh không chính hãng được quảng cáo có tính năng giúp tăng hiệu suất động cơ và giảm tiêu thụ nhiên liệu bằng cách giảm áp suất ngược. Tuy nhiên, việc này thường làm giảm hiệu quả giảm tiếng ồn (nghĩa là những loại ống giảm thanh này sẽ gây ồn hơn). Những thiết bị giảm thanh không chính hãng thường làm thay đổi khả năng vận hành của xe do hiệu ứng áp suất ngược.
- Ống bô đôi được gắn vào bộ giảm thanh trên một chiếc xe cá nhân nhằm giảm tiếng ồn động cơ.
- Một bộ giảm thanh cùng với những ống khí xả
- Một bộ giảm thanh được cắt mở. Có thể thấy: lớp cách nhiệt, các khoang và đường ống bên trong vỏ thiết bị.
- Một bộ giảm thanh gắn trên xe tải động cơ Diesel lớn